# Уорд Бонд
Уорд Бонд (на английски: Ward Bond) е американски актьор. 

## Биография
Роден е на 18 юни 1917 г. в Бенкелман, Небраска. Образование получава в Университета на Южна Калифорния. Дебютира в киното през 1929 г. във филма на Джон Форд „Салют“. През кариерата си той се появява в повече от 200 филма, включително „Това се случи една нощ“ (1934), „Отнесени от вихъра“ (1939), „Животът е прекрасен“ (1946), „Рио Браво“ (1959).

### Персонален живот
Бонд е имал епилепсия и поради нея е нямал право на военна служба по време на Втората световна война.
Жени се за Дорис Селърс Чайлдс през 1936 г., те се развеждат през 1944 г. и се жени отново за Мери Луиз Майерс през 1954 г.

### Смърт
Бонд умира от инфаркт през 1960 г. на 57-годишна възраст. Неговият принос към филмовата индустрия на САЩ е удостоен на Холивудската алея на славата.

## Избрана филмография
| Година | Филм                | Оригинално заглавие   | Роля                         | Режисьор       |
| ------ | ------------------- | --------------------- | ---------------------------- | -------------- |
| 1939   | Отнесени от вихъра  | Gone with the Wind    | Том, капитанът на Янките     | Виктор Флеминг |
| 1941   | Тютюневият път      | Tobacco Road          | Лов                          | Джон Форд      |
| 1946   | Моя скъпа Клементин | My Darling Clementine | Моргън Ърп                   | Джон Форд      |
| 1946   | Животът е прекрасен | It's a Wonderful Life | Бърт                         | Франк Капра    |
| 1948   | Форт Апачи          | Fort Apache           | Старши сержант Майкъл О'Рурк | Джон Форд      |
| 1948   | 3 Кръстника         | 3 Godfathers          | (Бък) Пърли Суит             | Джон Форд      |
| 1952   | Тихият човек        | The Quiet Man         | отец Питър Лонергън          | Джон Форд      |
| 1953   | Хондо               | Hondo                 | Бъфало Бейкър                | Джон Фароу     |
| 1954   | Джони Китарата      | Johnny Guitar         | Джон МакАйвърс               | Никълъс Рей    |
| 1956   | Следотърсачите      | The Searchers         | Самюел Джонсън Клейтън       | Джон Форд      |
| 1959   | Рио Браво           | Rio Bravo             | Пат Уилър                    | Хауърд Хоукс   |